# الثعلب والقناع

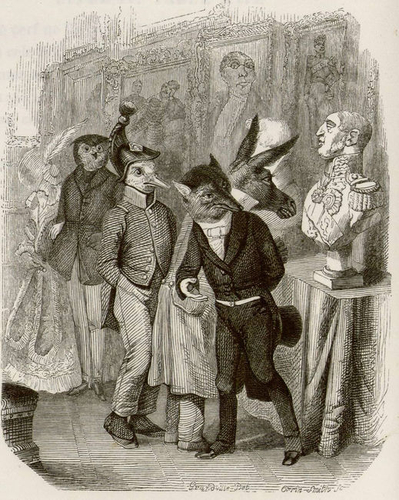
توضيح JJGrandville من خرافات لافونتين، 1838

الثعلب والقناع هي إحدى حكايات إيسوب، والتي لها مصادر مختلفة في الإغريقية واللاتينية، وهي مرُقّمة بالرقم 27 في مؤشر إندكس.

## خرافة للعقول الفارغة
تُذكر الخرافة دائما في سبيل انتقاد الطبقة العليا خاصة، والذين تظهر عليهم الأناقة لكنهم في الحقيقة أغبياء. إذ يحكى أن ثعلبا وقع على قناع كان يستخدمه الممثلون قديما، وبعد أن دقّق فيه قال: «ممتلئ جدا بالجمال، وفارغ جدا من العقول». وتقتصر النسخة اللاتينية من الخرافة على عبارة «فراغ عقل المرء» وأصبحت مثَلا بعد ذلك. وسجله «إيراسموس» في مؤلَّفه Adagia، إلى جانب مكافئهِ اليوناني  (Ὦ οἷα κεφαλὴ ، καὶ ἐγκέφαλον ούκ ἔχει)، وأوضح أنه ناشئ عن خرافات إيسوب.

## التعدد
لقصة الخرافة نُسخ متعددة، تحكي بعضها أن ذئبا يتأمل في تمثال مكسور الرأس. وقد كان ظهور الرواية المبكر بالنسخة الإنجليزية في مجموعة ويليام كاكستون للخرافات عام 1484، بعنوان «القبعة وغطاء الرجال»، كمثال على أن«الكثير من الأفراد يتحلون بالتقوى والشجاعة، إلا انهم يفتقرون إلى الحكمة»، ولكن المؤلف الإيطالي المؤثر صاحب كتاب الإشارة، يصف بشكل عام ثعلبا يتأمل في قناع. وفيه تنص قصيدة لاتينية من ستة أبيات على أن الأهم هو العقل فقط، وليس المظهر الخارجي، (Mentem, non formam, plus pollere). وقد ورَدت أيضا هذه النسخة من الخرافة في قصيدة باللاتينية الحديثة كتبها غابريل فايرنو.
وتحكي نسخة أخرى من الخرافة وردت في أساطير لافونتاين، عن ثعلب ونصف تمثال. إلا أنه بالكاد أُلمح إليها في قصيدته، والتي فيها تأمل أكثر في المظهر ومن ثم تعليقٌ قاله الثعلب «يسري حكم الإله على كثير من البشر». وعندما عكس رسام الكاريكتير جيه.ج.غراندفيل الخرافات على أعماله في عام 1838، جدّد التعليق الاجتماعي اذ استخدم الحيوانات بدل من البشر. وفي معرض أكاديمي، صورة ثعلب يحدق إلى جانبه إلى تمثال نصفي يكسوه البهاء، وقُربه حمار يدقق فيه عن كثب، مع صور لبطة بزي رسمي وشخص متأنق شبيه بالبوم في خلفية الصورة.
وقد أعاد الفيلسوف الألماني غوتولد افرايم ليسينغ تفسير فحوى الخرافة عام 1759، وفسر الثرثرة على أنها هي المغزى. وفي إنجلترا صِيغت خرافة الثعلب والقناع في بناء شعري لأجل الأطفال الصغار الذين كانوا يتجاهلون دراستهم، وقد صاغها ريتشارد سكرافتون شارب في مؤلَّفه «أصدقاء قدماء في شكل جديد: خرافات مألوفة في بناء شعري».

## وصلات خارجية
- صفحة الكتاب على موقع المكتبة الرقمية العالمية
- صفحة الكتاب على موقع مكتبة الكونغرس